# 창원대산고등학교
창원대산고등학교(昌原大山高等學校)는 대한민국 경상남도 창원시 의창구 대산면 제동리에 있는 사립 고등학교이다.

## 학교 연혁
- 1954년 4월 3일 : 문교부장관 인가(6학급)
- 1954년 4월 5일 : 제1대 정상구 교장 취임
- 1961년 6월 1일 : 중·고교 병합 설립
- 1967년 12월 13일 : 대산중ㆍ대산고교 병합 / 현 위치 설립
- 1976년 8월 10일 : 교명 변경 (대산종합고등학교 보통과 2, 상업과 3)
- 1989년 3월 1일 : 교명 변경 (대산고등학교 보통과 18학급)
- 1996년 3월 1일 : 교명 변경 『창원대산고등학교』
- 2002년 1월 28일 : 학급 증설 (보통과 21학급)
- 2014년 3월 1일 : 교육부 선진형 교과교실제 운영학교 지정
- 2019년 3월 1일 : 기숙형 자율학교 재지정, 고교학점제 선도학교 지정
- 2022년 2월 10일 : 제67회 졸업식 158명 졸업 (졸업생 13,066명)
- 2025년 3월 1일 : 제15대 서정규 교장 취임

## 참고 자료
- 창원대산고등학교 - 한국교육학술정보원 학교알리미